# Dusona peregrina
Dusona peregrina là một loài tò vò trong họ Ichneumonidae.